# Manaruwi
Manaruwi is een bestuurslaag in het regentschap Pasuruan van de provincie Oost-Java, Indonesië. Manaruwi telt 4697 inwoners (volkstelling 2010).